# 東涌新市鎮
東新市鎮（英語：Tung Chung New Town），原稱北大嶼山新市鎮（英語：North Lantau New Town），是位於香港大嶼山北部的新市鎮，範圍包括東涌、大蠔灣、小蠔灣及大嶼山東北部部份地區，及兩者之間沿岸拓展的填海土地，為離島區唯一一座及最年輕的香港新市鎮。目前因新市鎮的商業區、住宅區和社區設施皆集中發展在東涌，因此政府近年的官方文件已改稱為東涌新市鎮（英語：Tung Chung New Town）。
由於大蠔灣昔日具有極高的生態價值（香港政府於1999年將大蠔灣劃為具特殊科學價值地點，於2004年提出將大蠔灣劃為自然保育區，後來遭破壞後消失），故此於2010年前東涌新市鎮的各項發展計劃只集中在東涌。而部分城市後勤設施，例如港鐵車廠、巴士車廠、廢物轉運站、污水處理廠、廚餘回收中心、濾水廠和車輛扣留中心等皆設置於小蠔灣，港鐵小蠔灣車廠亦預留發展上蓋物業，並隨上蓋物業發展而增設鐵路車站。隨著香港政府於2011年起再專注擴展東涌範圍至石門甲一帶及在東涌東建設高密度住宅及主要商業運輸物流區，東涌新市鎮的發展得以繼續。

## 規劃沿革與目標

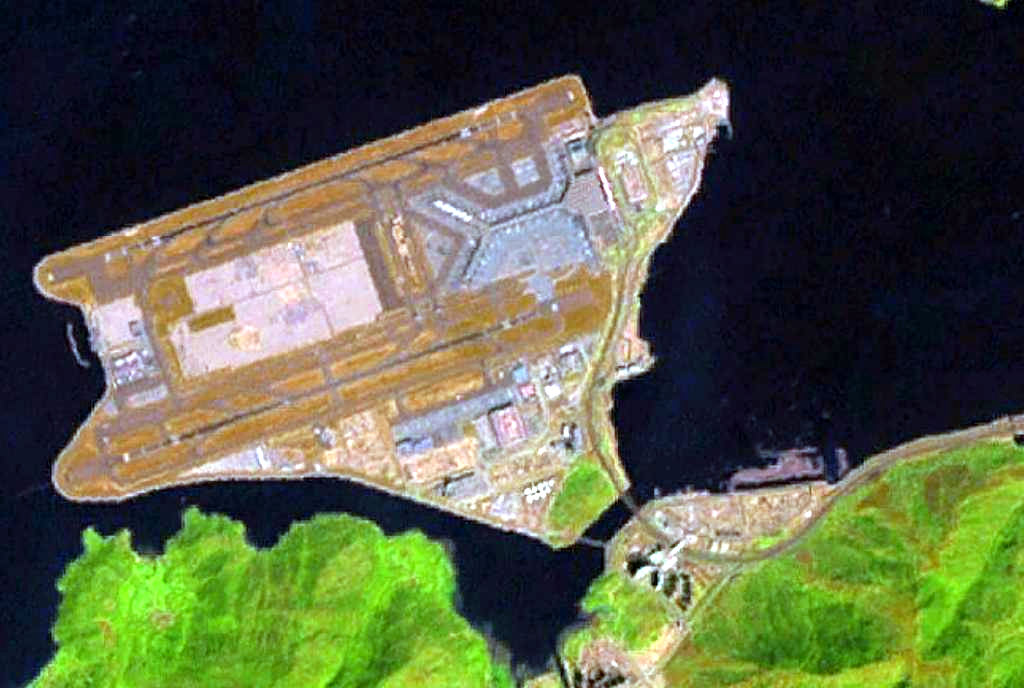
香港國際機場及東涌新市鎮的衛星圖片

北大嶼山的發展意向早在1970年代後期，政府有建議於赤鱲角興建新機場時已有提出。在1983年發佈的North Lantau Development Investigation研究中，北大嶼山沿岸的東涌、大蠔等地已有建設可容納近30萬人口的新市鎮的構想。1989年制訂的《港口及機場發展策略》，正式確立新機場將在赤鱲角興建，東涌新市鎮始出現了成為機場的支援社區之概念。1992年完成的《北大嶼山發展研究》為東涌新市鎮的規劃及發展訂定大綱，並建議新市鎮的人口容量為26萬人。東涌新市鎮計劃的東涌發展計劃第1期其後納入《機場核心計劃》，正式落實了東涌新市鎮的發展。
東涌新市鎮是香港第九個新市鎮，也是第一個在離島興建的新市鎮，主要功能是為興建於赤鱲角的新香港國際機場提供後勤服務，提供房屋和教育資源，同時容納及發展不同的工商業，作為抵港旅客進入香港的門廊。
按照現時的規劃，東涌新市鎮的總面積為830公頃，於2030年全面完成發展後，人口將會達到28萬人。

### 發展階段
東涌新市鎮共分4期發展：
- 東涌發展計劃第1期

屬於《香港機場核心計劃》，目標人口為容納18,000人。地盤平整、挖掘航道、建築道路及渠道等基建工程於1997年完成。主要建設包括富東邨、裕東苑兩個公營房屋；警署、消防局、救護站及東涌新發展碼頭等公共設施。
- 東涌發展計劃第2期

分為2A及2B兩期，第2A期發展計劃的填海工程由政府委託香港地鐵公司進行，1997年1月完成，基礎建設工程則於2000年5月完成。第2B期工程主要是建設逸東邨。地盤平整及基礎建設工程於1996年11月展開，於2001年2月完成。目標容納人口增至87,000人。
- 東涌發展計劃第3A期

目前完成第3A期發展計劃，包括在東涌東岸填海26公頃土地、建造長約1.5公里的海提，於1999年3月動工，於2003年4月完成。由於須配合人口增長，該期基建設施已逐一落成和啟用。第3A期發展計劃工程完成後，東涌的目標容納人口已增至約115,000人。
- 東涌發展計劃第3B期及其他未來發展計劃

在2014年中旬，政府已落實發展東涌東發展計劃，最快在五年後開始提供大量房屋、高等中小學教育用地，以及建造公共交通運輸處，完成發展後人口將會大幅增至28萬。

## 主要特色

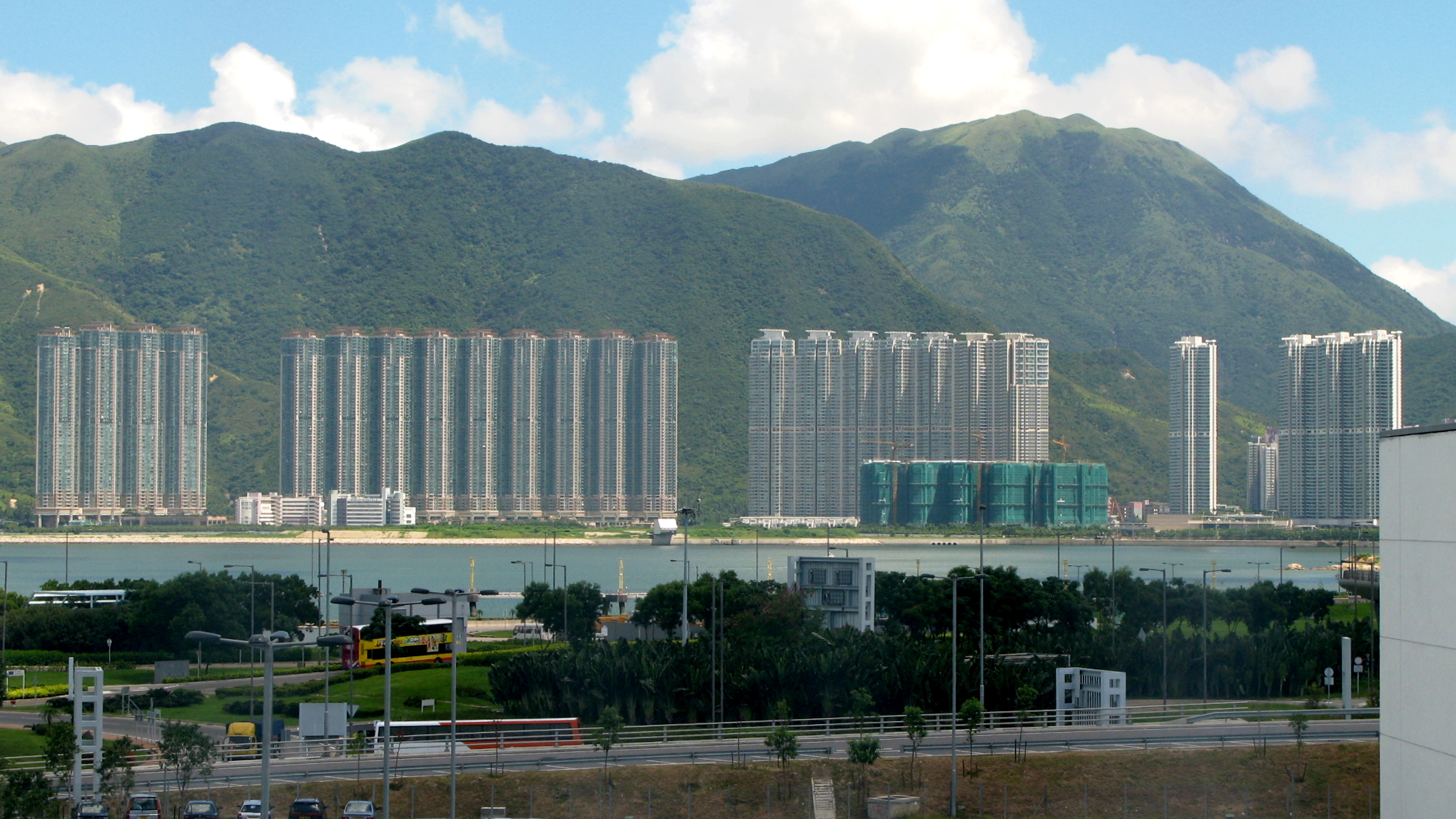
位於東涌西岸的住宅群，沿北大嶼山公路作弧形排列（攝於2007年）

- 新市鎮建於大嶼山北岸的填海土地上，由東涌一直伸延至大蠔，沿海岸線發展。新市鎮與機場島之間有一條闊200米的水道及觀景山相隔，形成天然的隔音屏障；
- 不同地點的建築群具有個別的外形設計，高密度與高度建築集中於港鐵東涌站上蓋與毗鄰地區，海岸沿線容納中高密度及高等高度的建築，而山谷地區則主要興建低密度樓房，但現時有些山谷地區已成為市區發展一部分，包括興建大型公屋、商場及社區設施；
- 市中心的多層住宅樓宇，順沿北大嶼山公路的弧形公路，形成一系列層次分明的曲線，為新市鎮營造鮮明的立體感，此景象現已消失；
- 為新市鎮作為香港門廊的形象，市中心內的一座多層商業辦公暨酒店大樓（即東薈城及諾富特東薈城酒店）將設計成一座門樓，俯瞰往來機場島的北大嶼山公路、港珠澳大橋、觀景山隧道及機場人工島；
- 融入環保概念，包括在東涌北岸建有7公里長的海濱長廊、設計成階梯層疊的通風廊等，現時已被昇薈、東環及迎東邨等多座高密度住宅所阻擋，而現時東涌北地區還正在興建更多房屋、商業、交通及娛樂配套設施。雖然發展提升東涌北居民的便利（如更多食肆和日用品商店）和減少對外通勤時間（巴士班次加密和開辦多條新路線），亦已造就大量就業機會，但有環保人士認為東涌北的原先「環保概念」已經徹底消失，而且導致東涌空氣污染、噪音污染及水污染問題日益惡化。

## 現有發展

### 住宅發展與市中心
2018年東涌的人口約為130,000人，由於區內公共房屋及私人住宅相繼落成，該區人口正逐年遞增。現時東涌的大型住宅包括：
1. 東涌市中心：富東邨、裕東苑、東堤灣畔
2. 東涌北：海堤灣畔、藍天海岸、映灣園、昇薈、東環、迎東邨、裕雅苑
3. 東涌南：逸東邨（分為逸東（一）邨及逸東（二）邨）、滿東邨、裕泰苑

- 其他興建中的公共房屋、居屋等屋苑

東涌市中心以港鐵東涌站一帶和香港國際機場、港珠澳大橋為核心地帶，包括太古地產發展的大型購物中心東薈城，提供一系列購物、食肆、戲院等綜合設施。區內亦建有多條單車徑連接東涌市區至近郊地區，並設有多條巴士線來往機場及港九新界，以方便區內市民。另外目前港珠澳大橋和屯門至赤鱲角連接路已啟用，由東涌來往新界西部和澳門、珠海等珠江口西岸城市將更為便利。

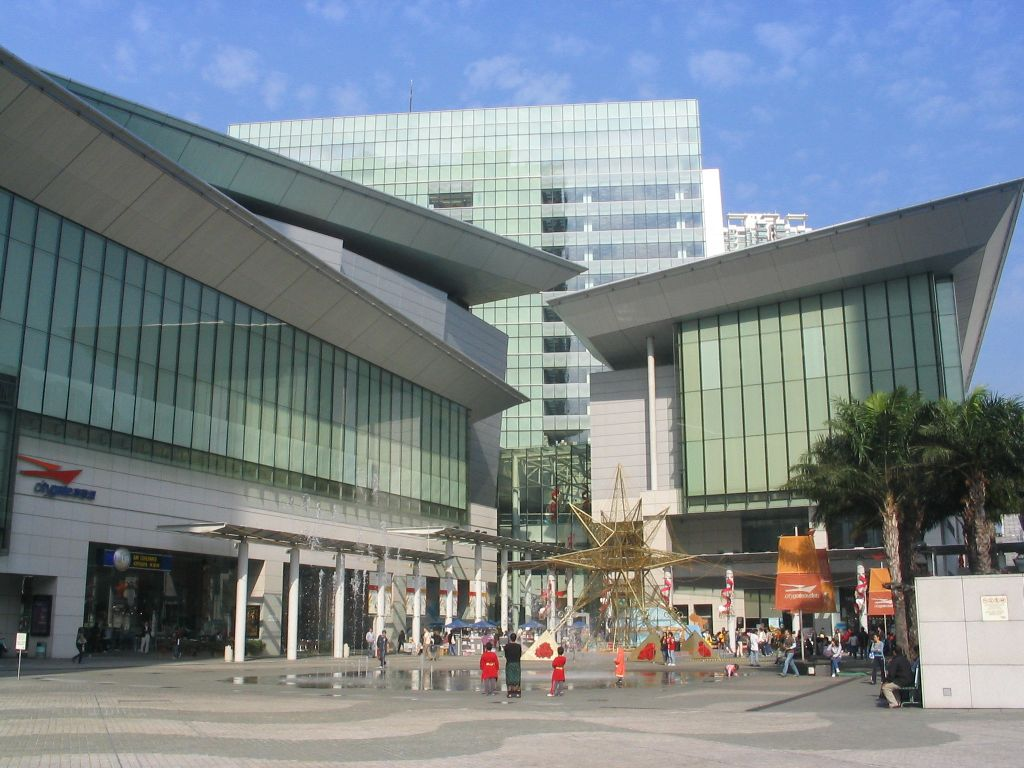
東薈城
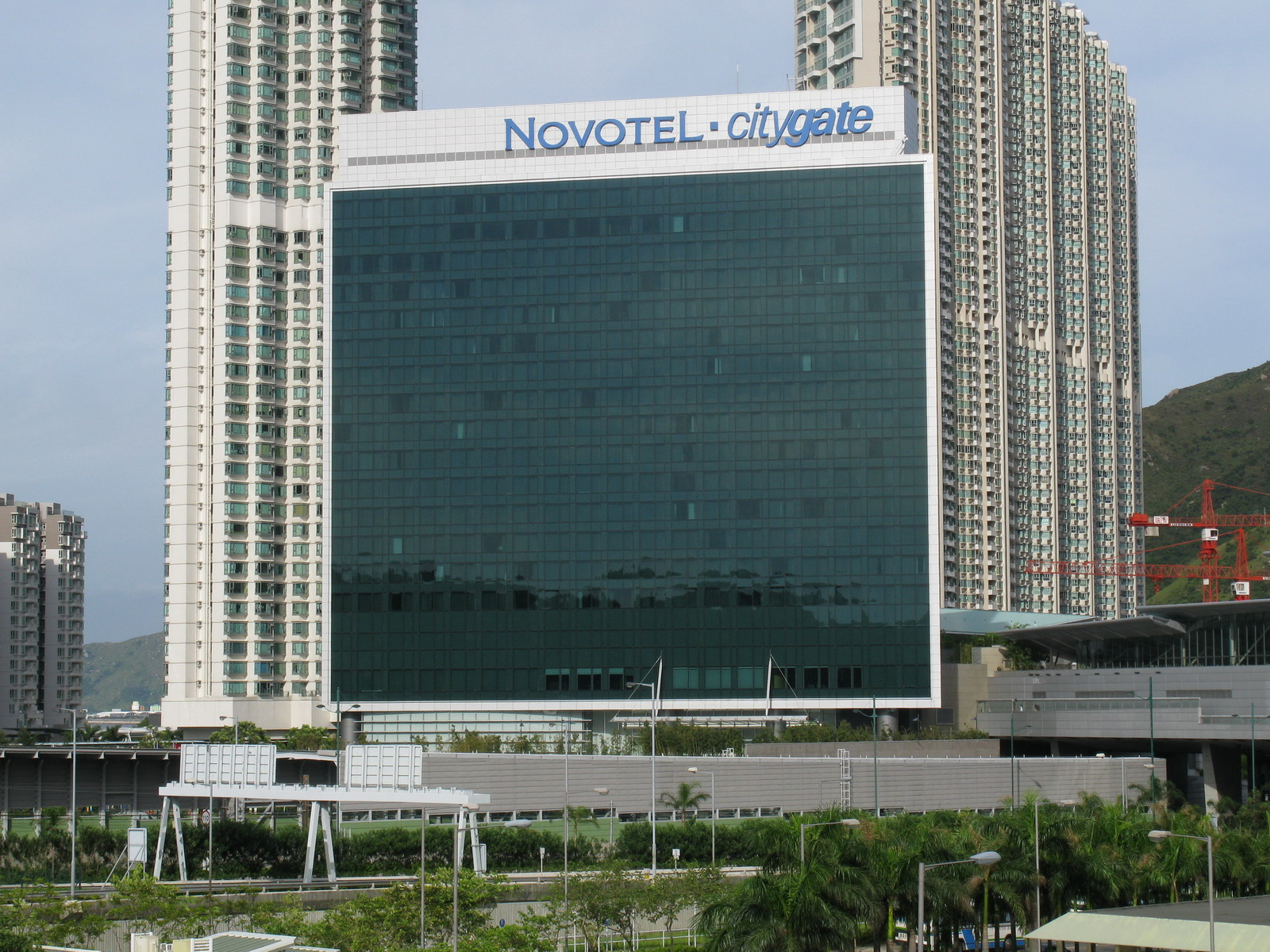
諾富特東薈城酒店
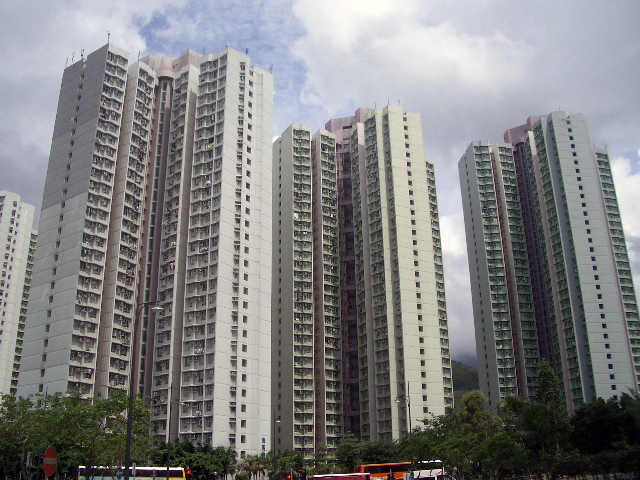
富東邨
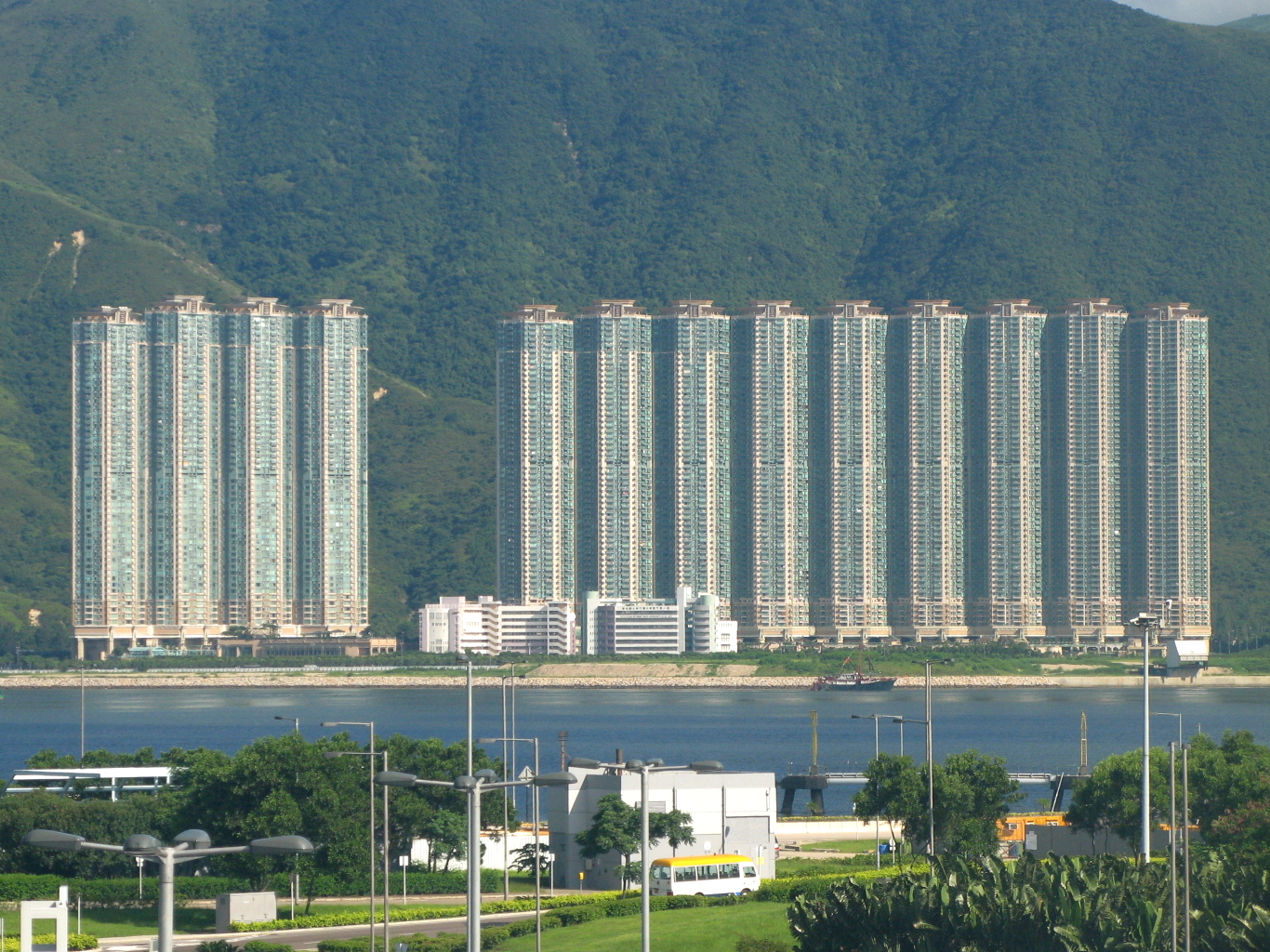
映灣園
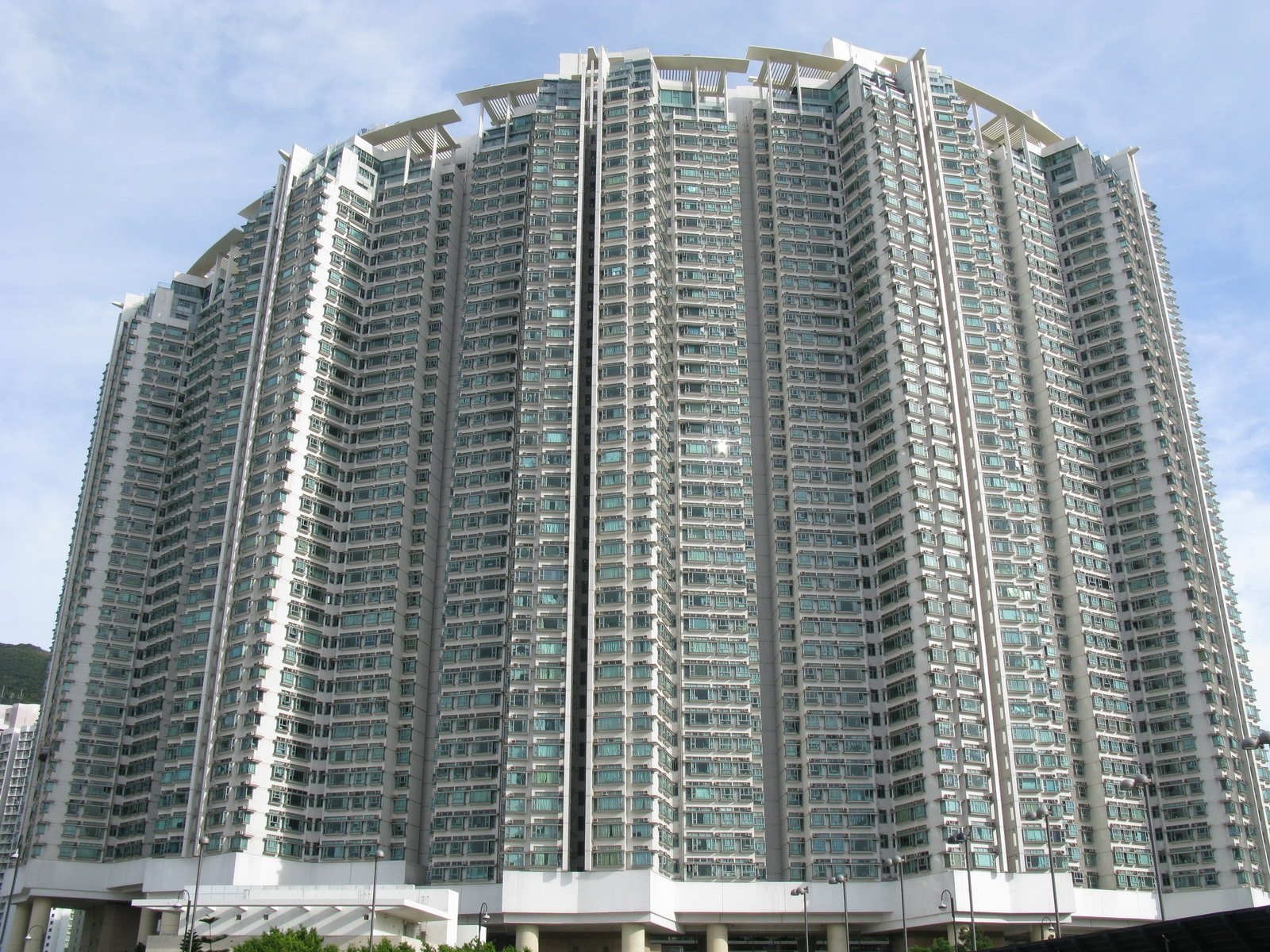
東堤灣畔
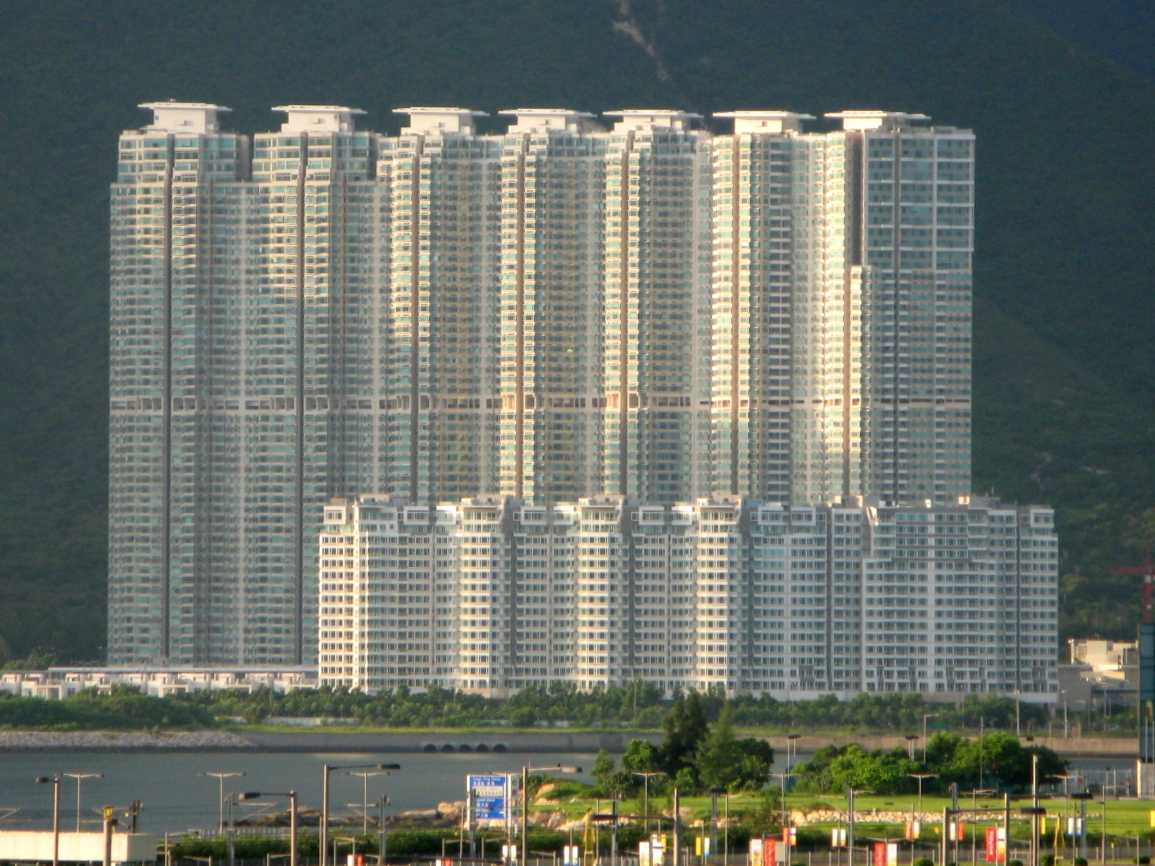
藍天海岸及影岸‧紅

### 社區設施
由於政府過分依賴《香港規劃標準與準則》的人口比率進行規劃，使東涌新市鎮的公共社區設施嚴重不足。相對於私人住宅設有大型會所，居住在公營房屋的居民只能乘車到青衣享用圖書館、體育館及游泳池休憩設施。到2006年，前行政長官曾蔭權於《2006至2007年施政報告》中承諾將在東涌興建圖書館、體育館、游泳池和其他休憩設施，並且加強社區支援設施的規劃與協調工作。有關計劃雖成功落實，在2009年至2011年期間落成。唯大多社區設施集中在私人住宅旁，對逸東邨居民仍然不便。

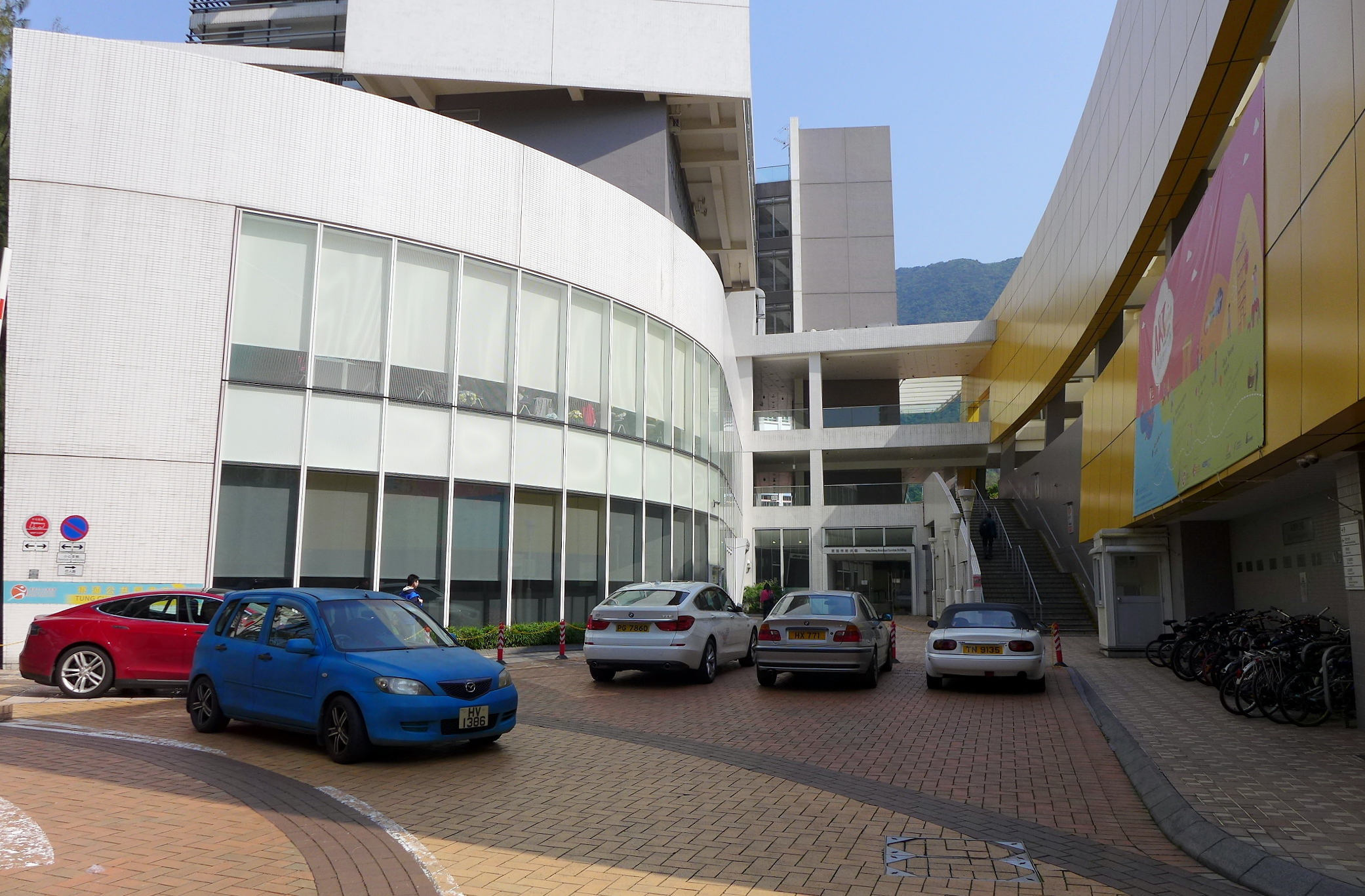
東涌市政大樓
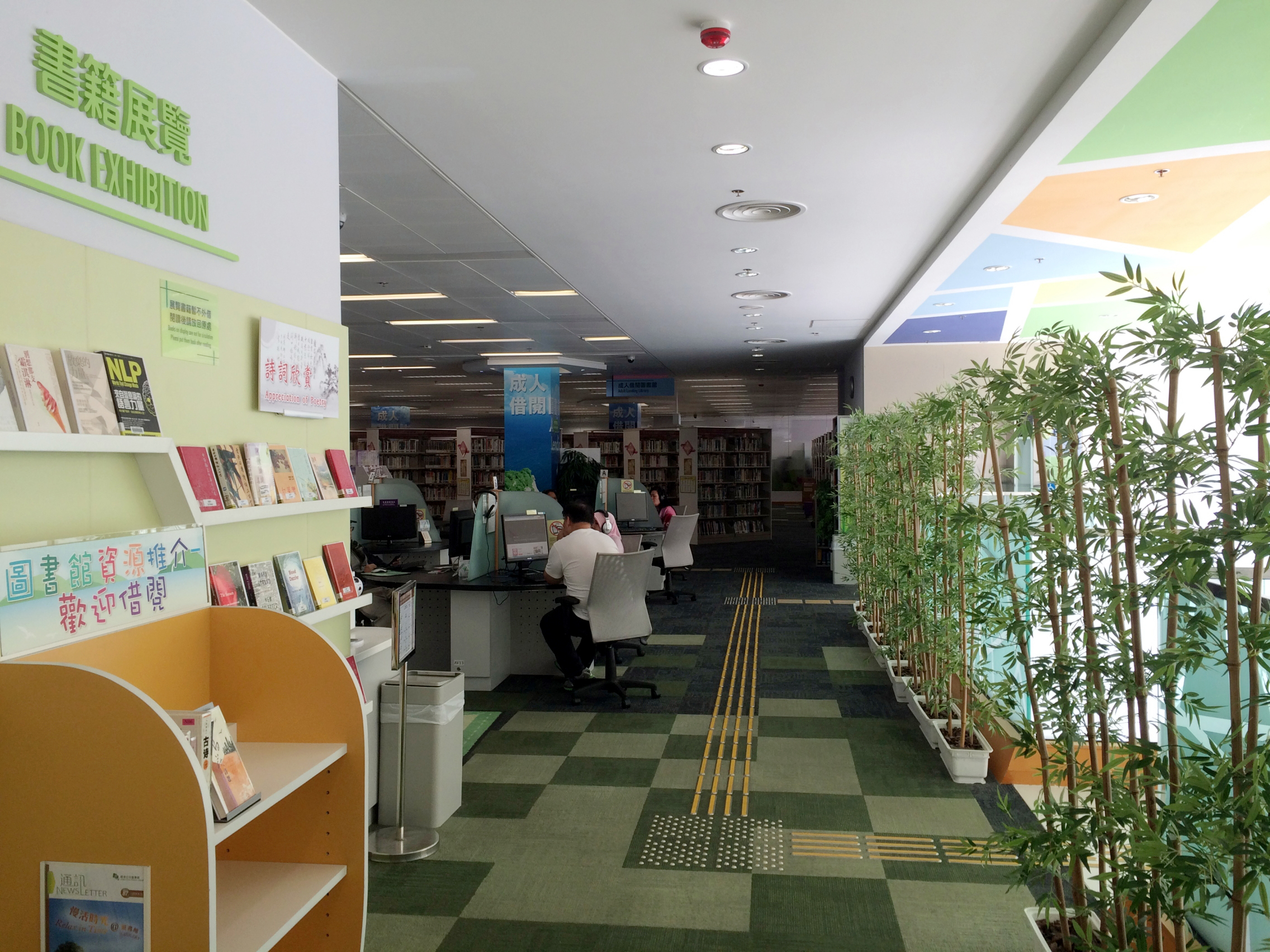
東涌公共圖書館 （設於東涌市政大樓內）
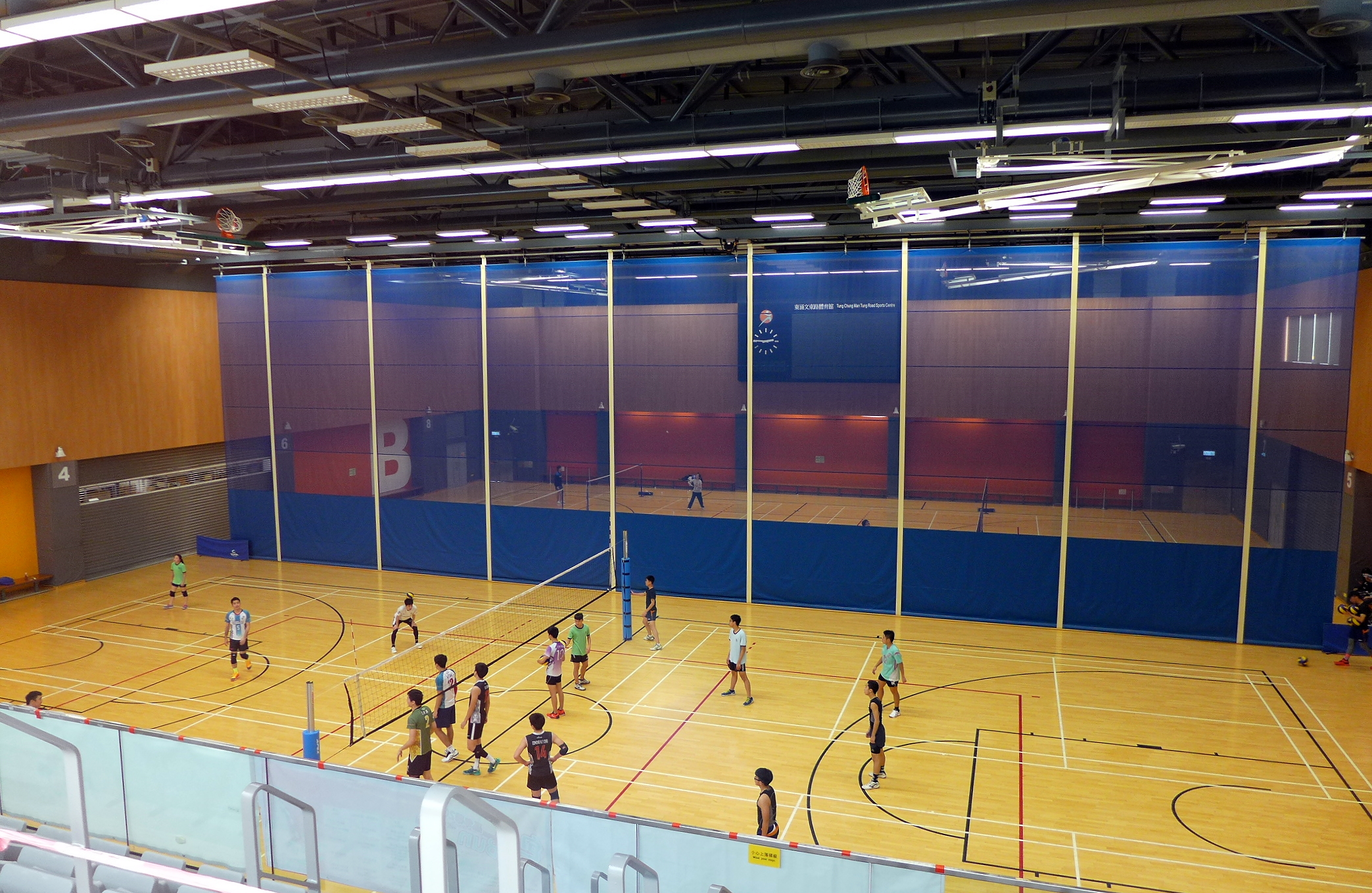
東涌文東路體育館 （設於東涌市政大樓內）
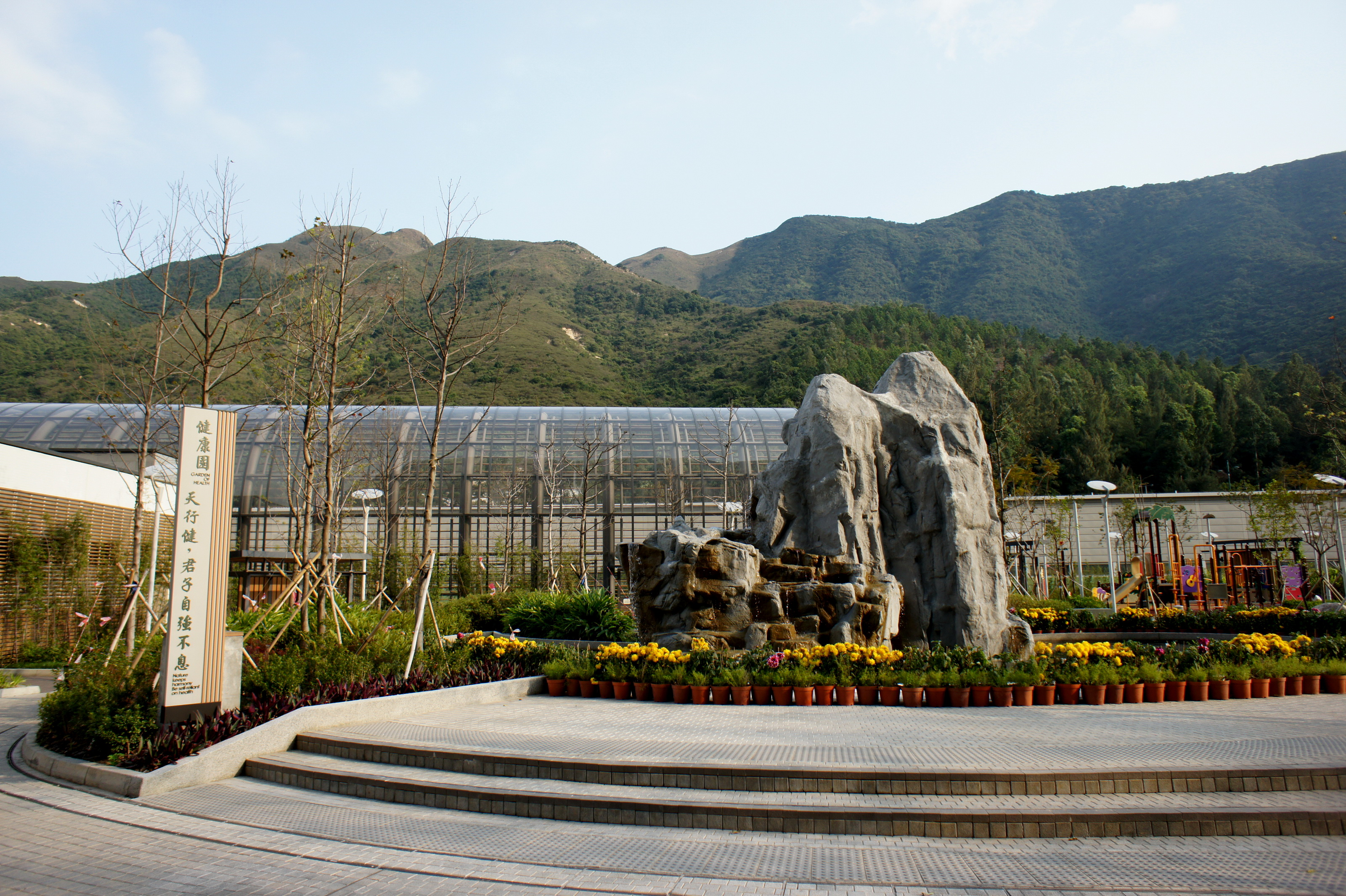
東涌北公園
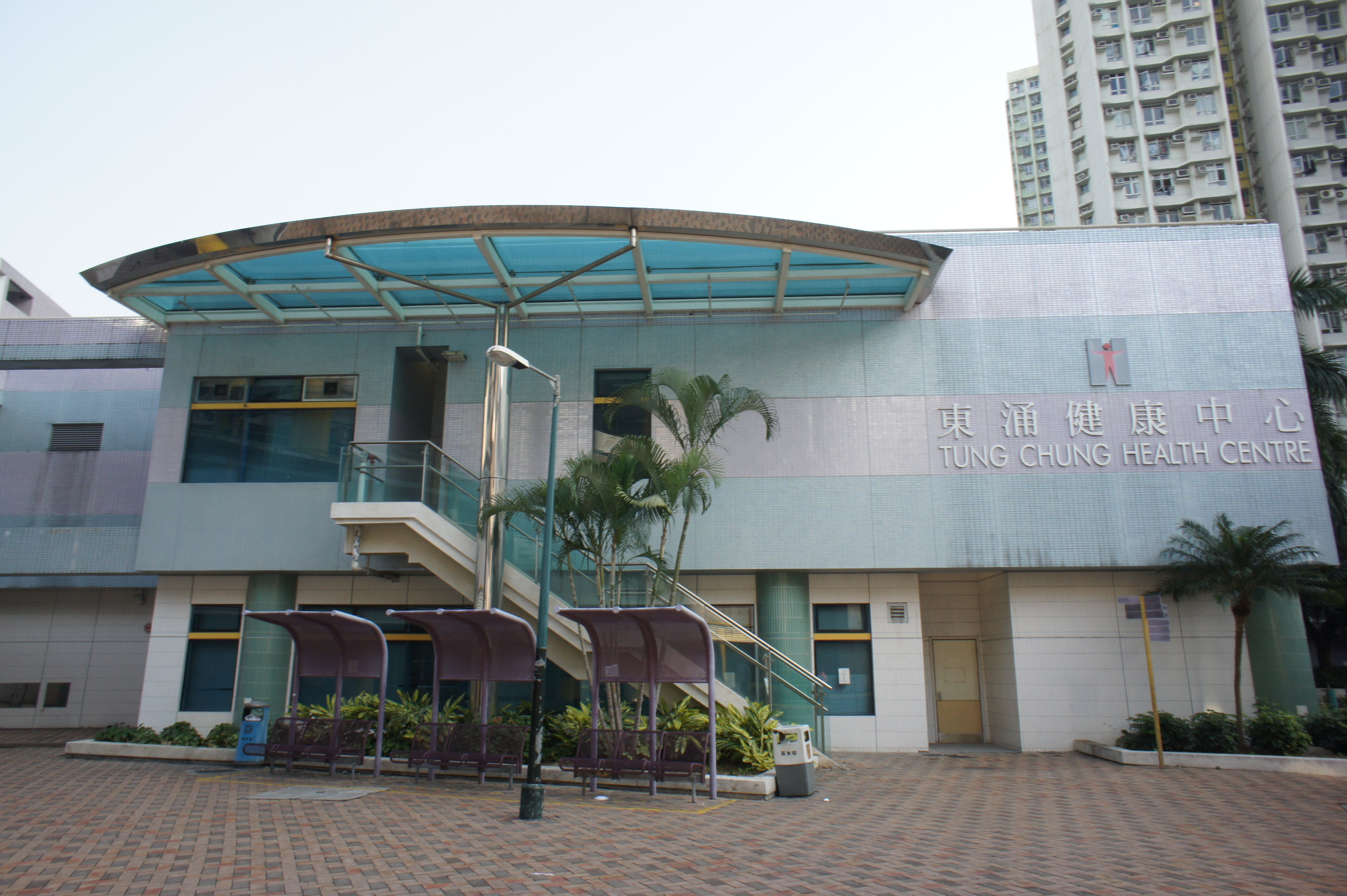
東涌健康中心
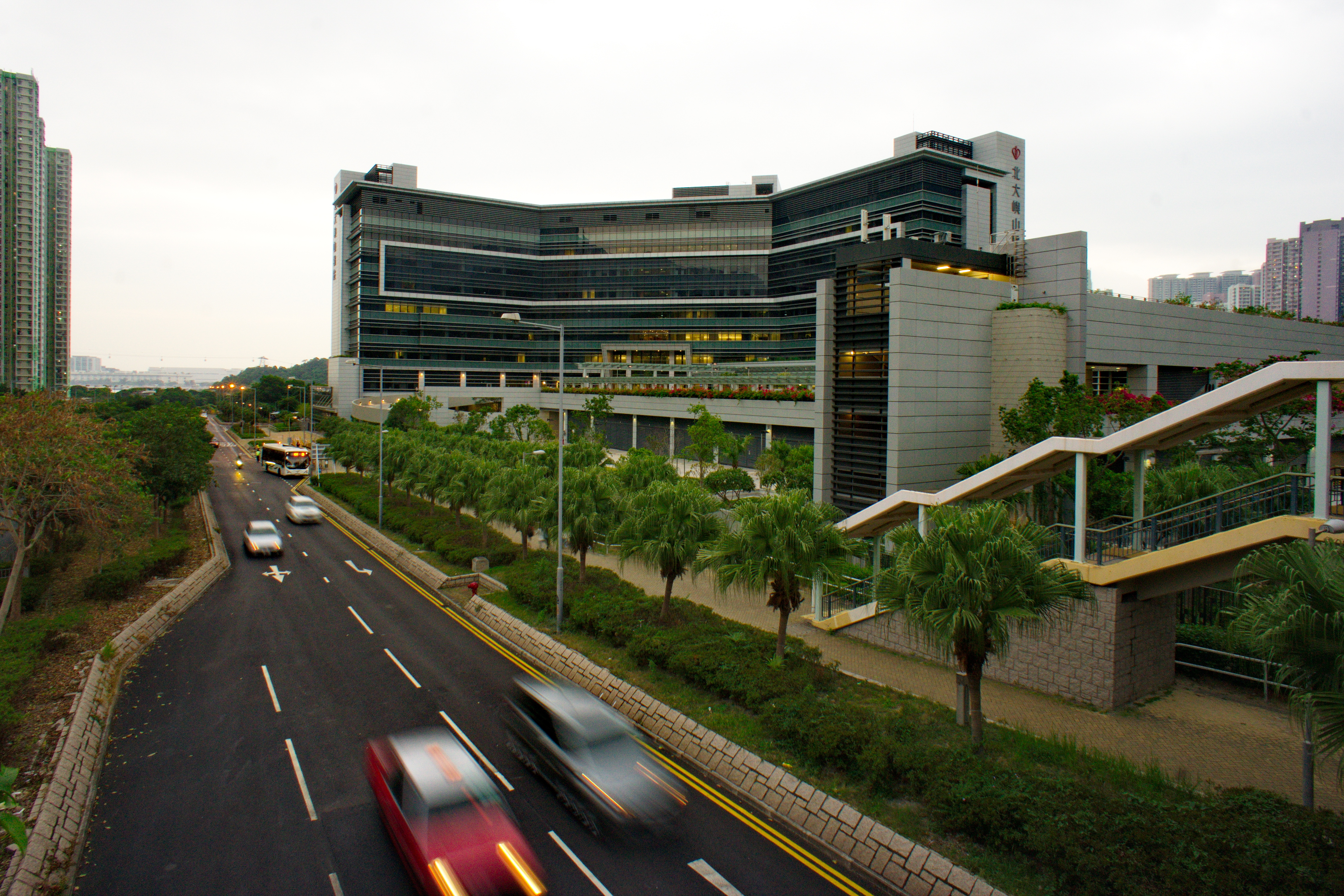
北大嶼山醫院

### 交通設施
東涌與港九市區的主要交通連繫是港鐵東涌綫東涌站。原規劃在大蠔增建車站，但因為早期政府政策改變擱置興建。由於東涌人口近年再度加速增長和不少大型基建都在東涌興建以及東涌東部大發展，東涌東站和東涌西站建設方案最終在2014年都被政府落實興建。東涌港鐵站附近的昂坪360東涌站提供前往昂坪及天壇大佛的觀光吊車服務。
東涌市中心是由港九市區前往大嶼山各區最重要轉駁點，由新大嶼山巴士營運的多條主要巴士線均在東涌市區有設巴士站，而市民亦可以乘搭以下交通工具前往機場各地點：

### 的士
- 市區的士
- 大嶼山的士

### 巴士
- 城巴
- 龍運巴士
- 新大嶼山巴士

### 專線小巴
- 901線（迎東邨至港珠澳大橋香港口岸）

私家車和貨車方面，駕駛人士可以使用北大嶼山公路來往港九市區，而2018年10月24日港珠澳大橋整段通車後使用港珠澳大橋駕駛前往澳門及珠海，例如由東涌前往珠海市會由以往約4小時縮短至30分鐘左右便可到達，於2020年12月27日屯門及赤鱲角連接路全綫通車後縮短了來往新界西、香港國際機場和珠三角地區的通勤時間。

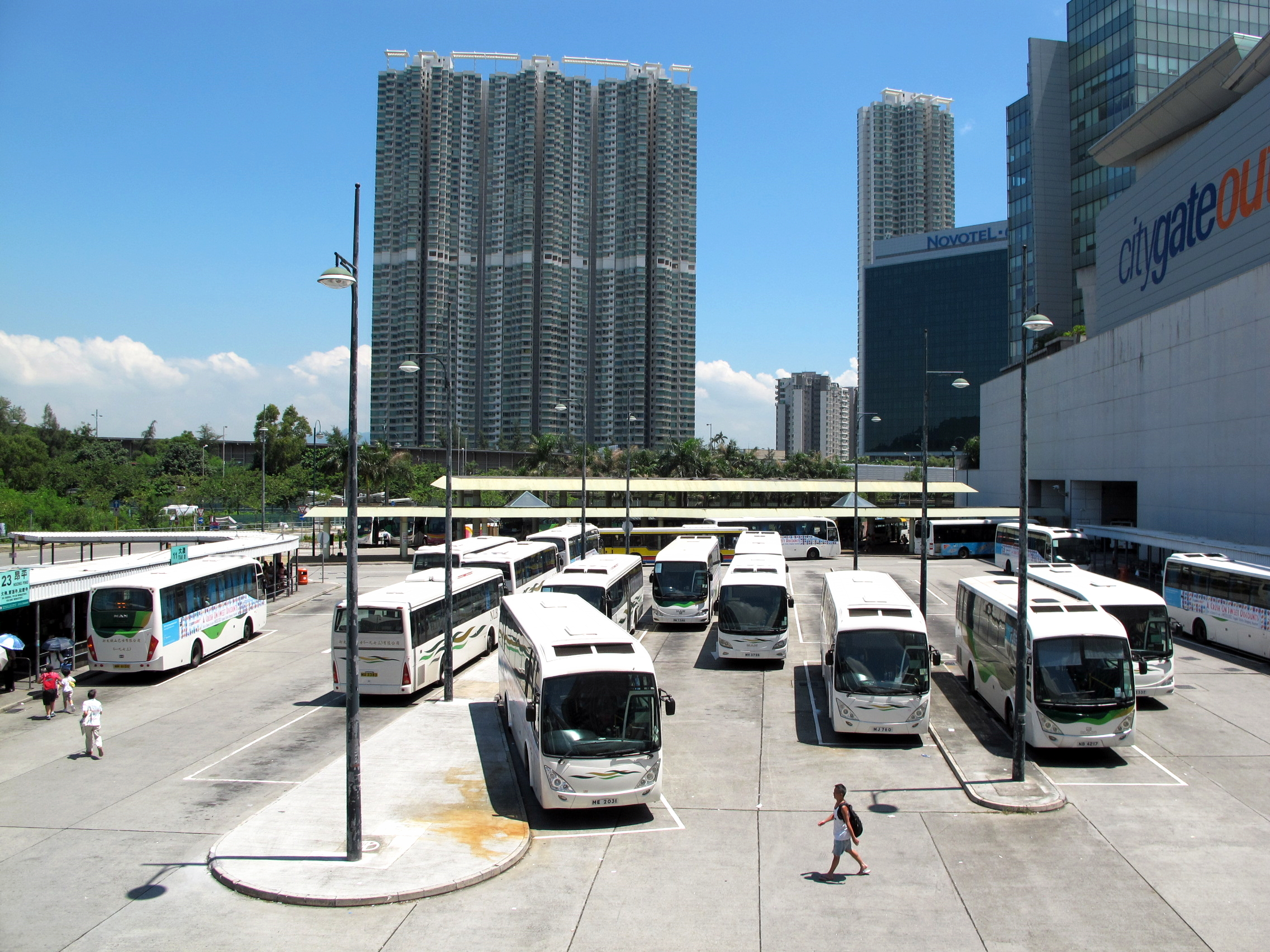
東涌露天巴士總站 （於2015年4月拆卸，被東薈城商場第三期擴建工程所取代）
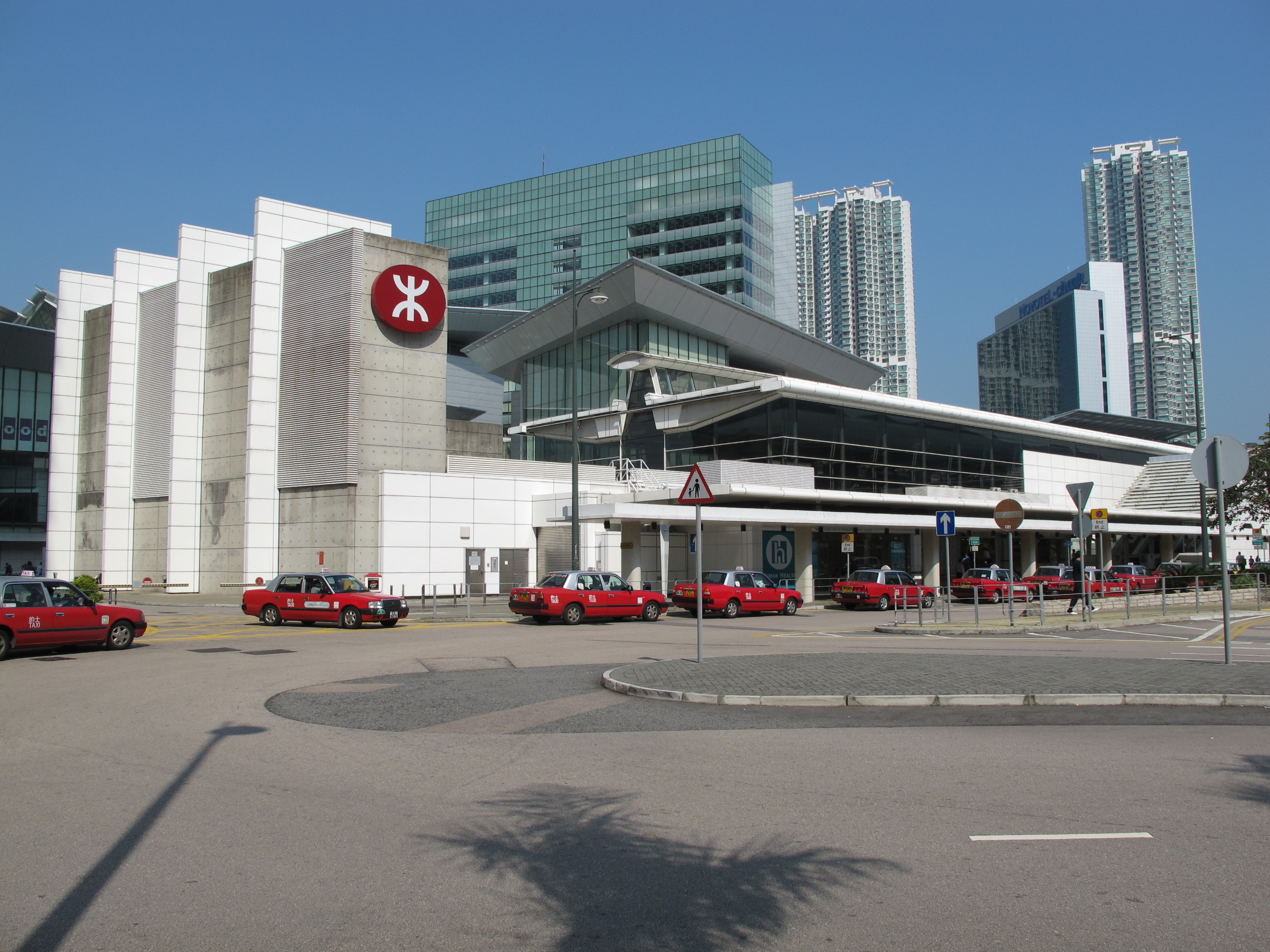
港鐵東涌站
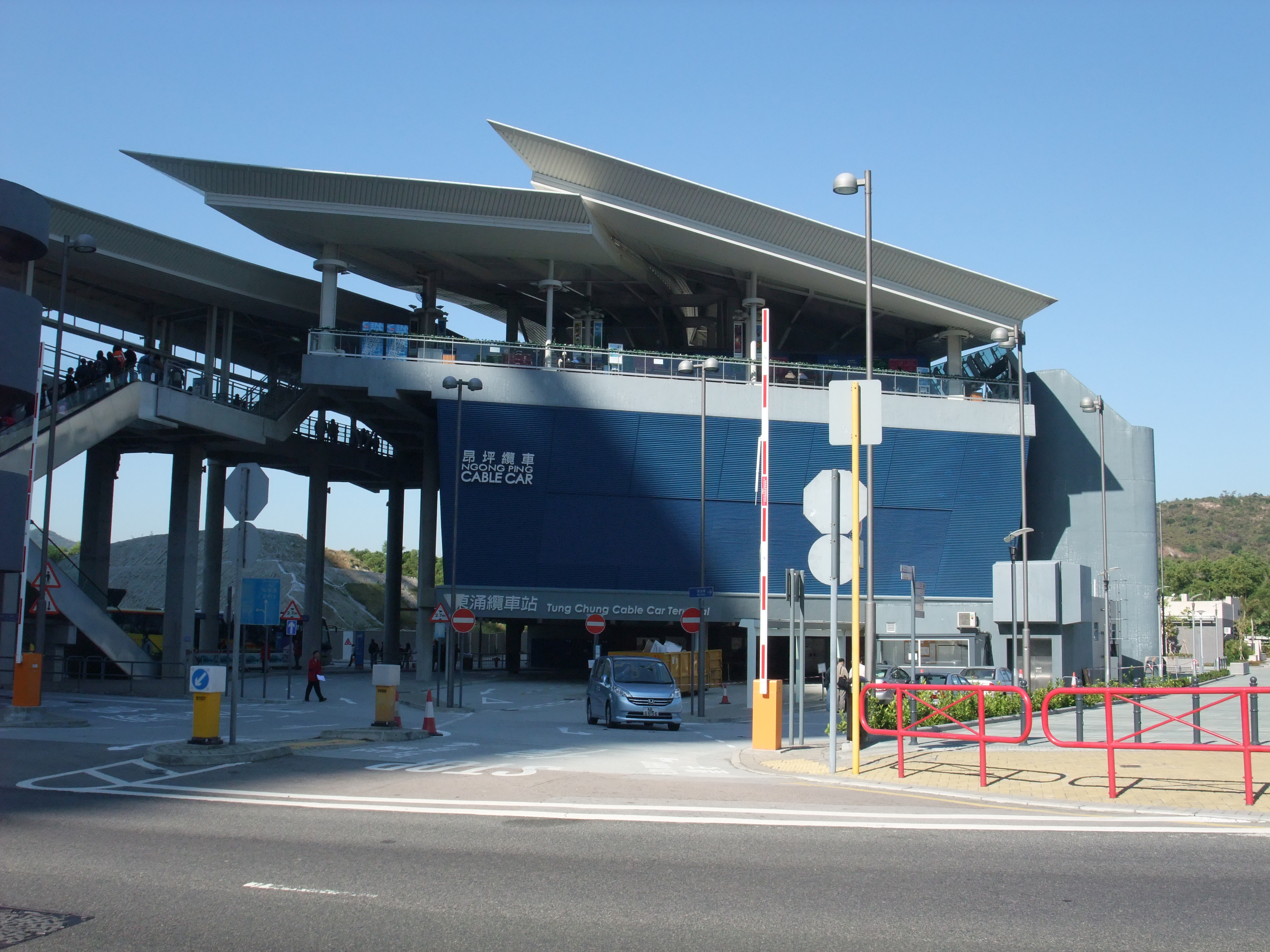
東涌纜車站
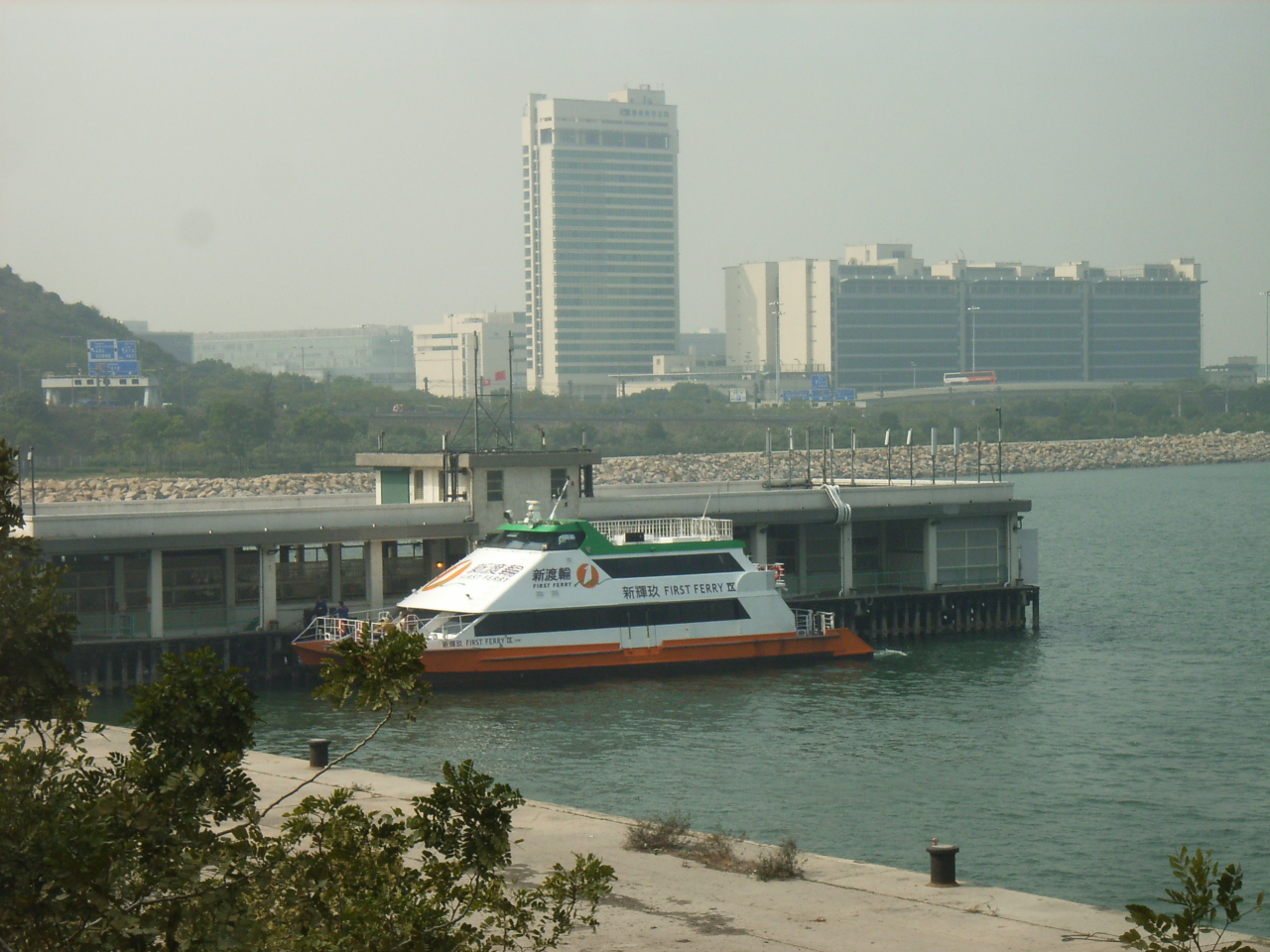
東涌新發展碼頭

## 社區問題

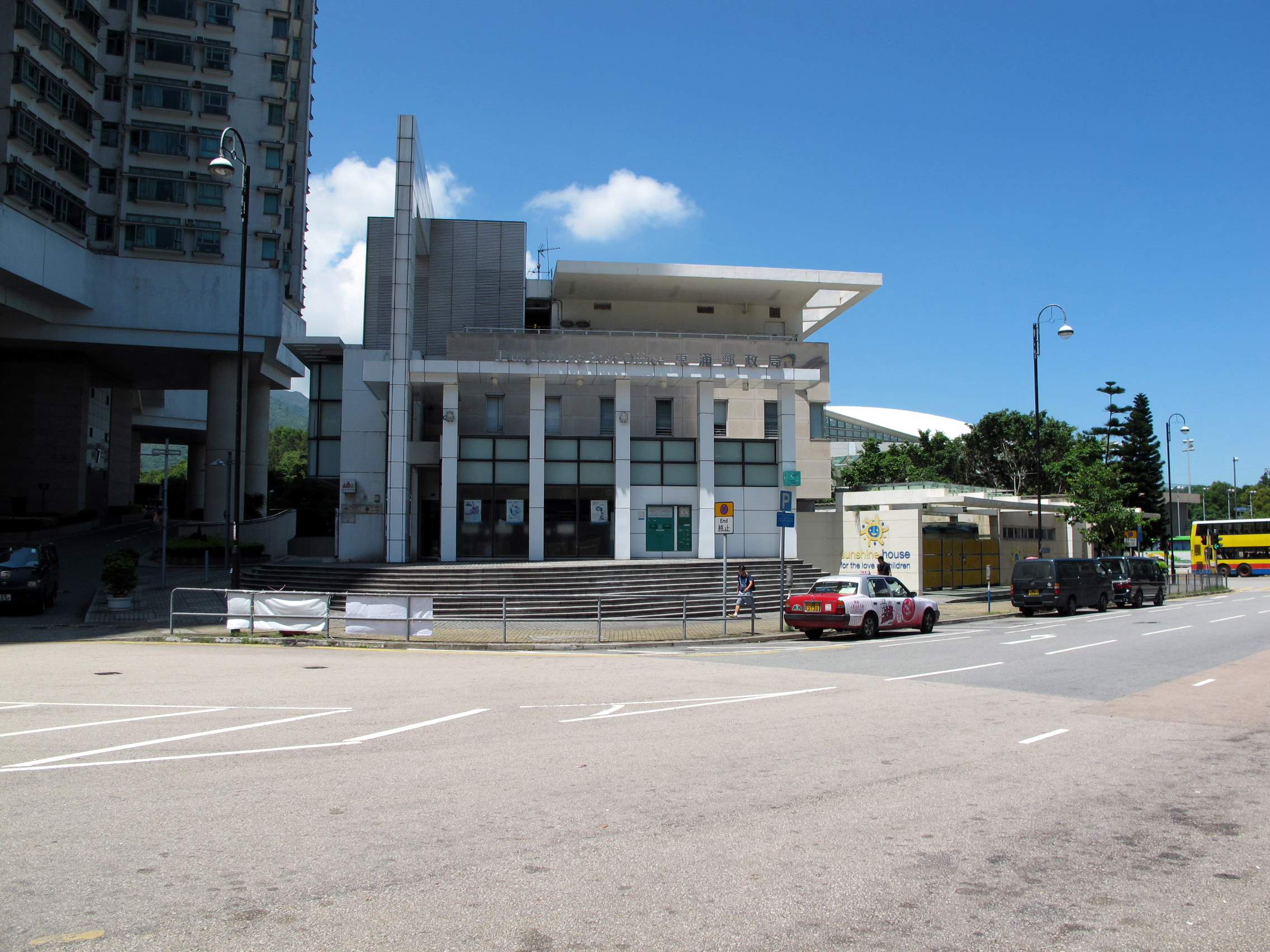
東涌郵政局

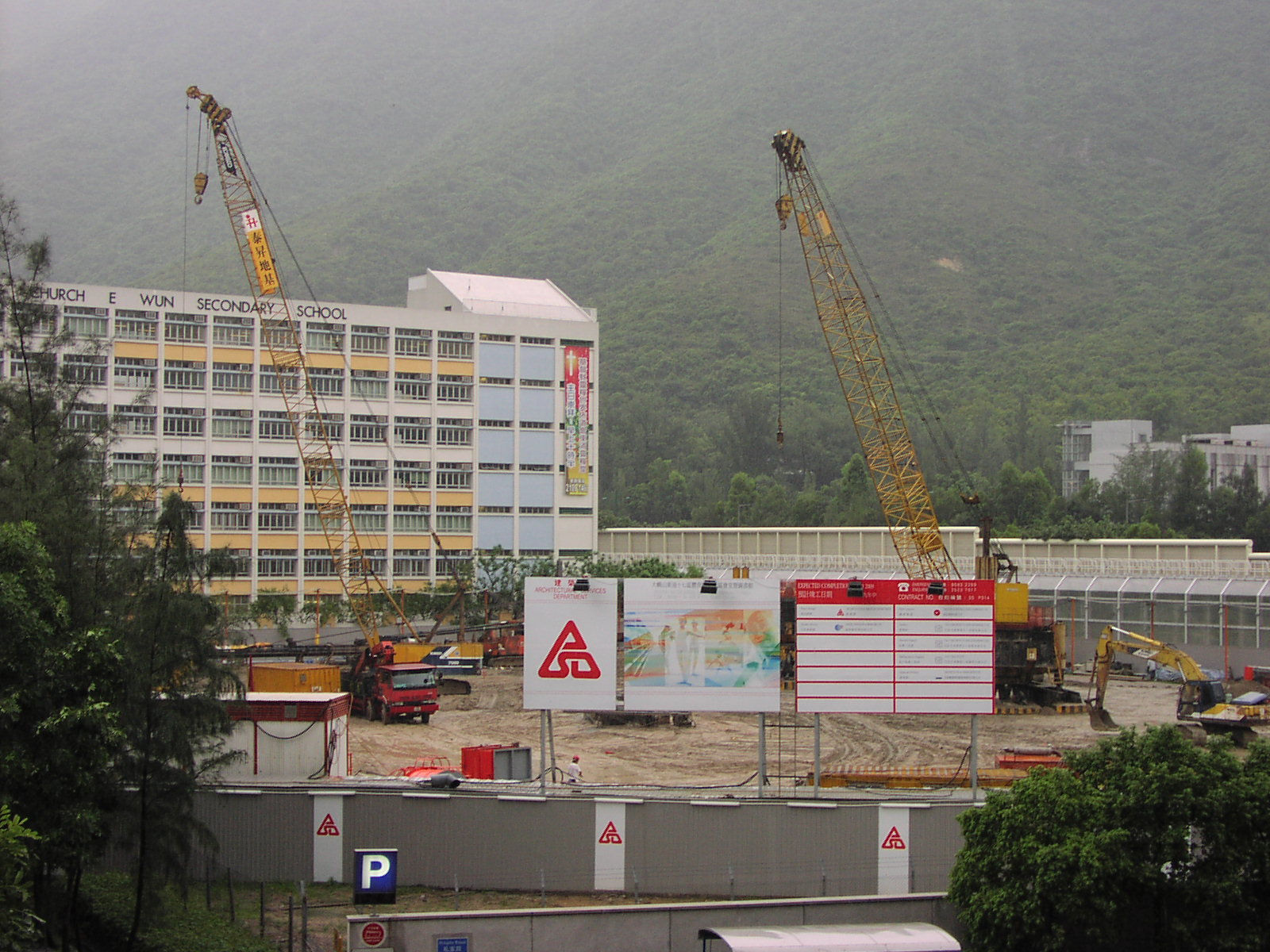
興建中的東涌市政大樓，位於東涌第17區

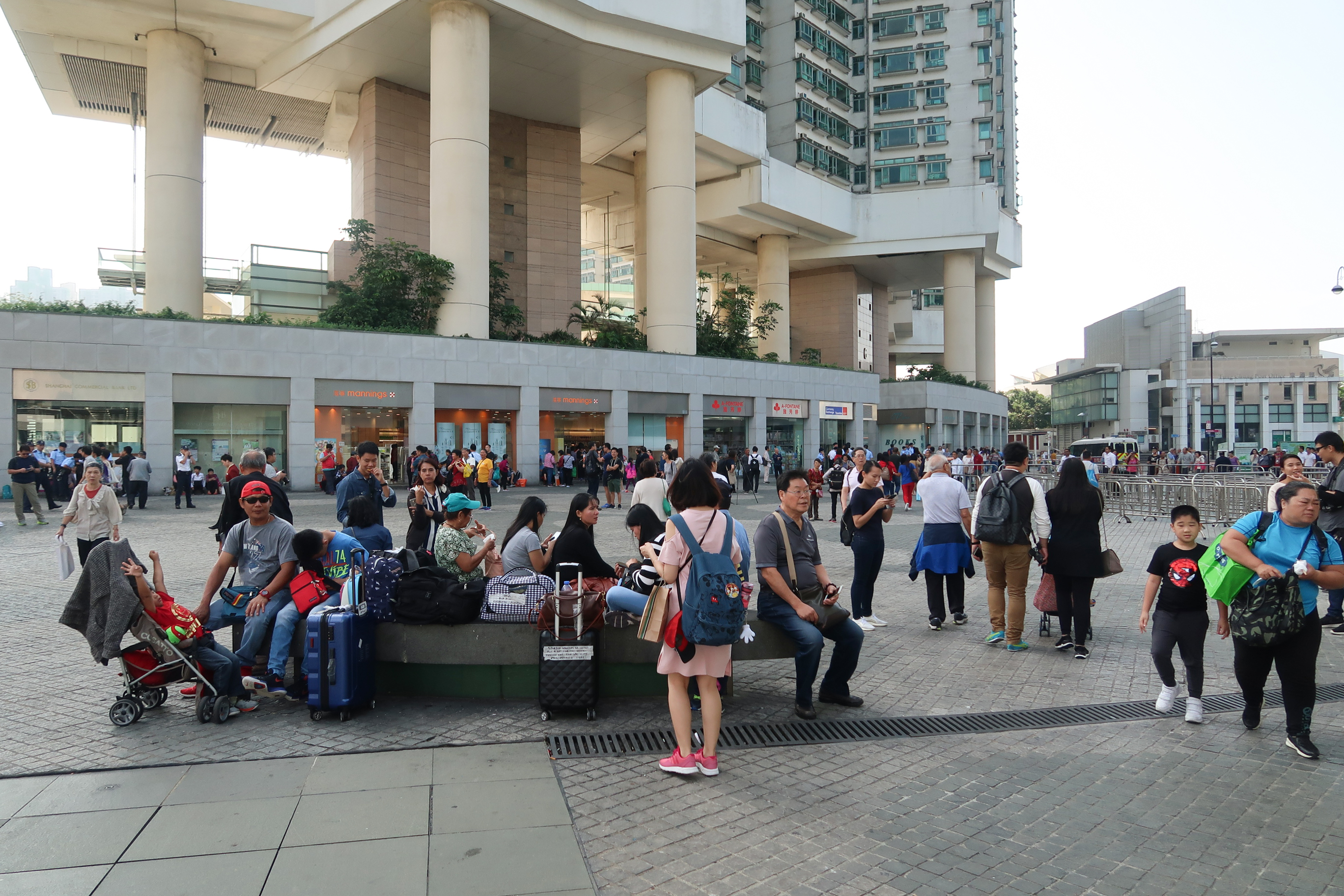
港珠澳大橋在2018年10月開通後，每逢周日有大批旅客到東涌購物，區內居民抱怨旅客過多，影響生活

由於原來規劃低估了東涌的人口增長，過分依賴《香港規劃標準與準則》的人口比率進行規劃，使東涌新市鎮的公共社區設施嚴重不足。前行政長官曾蔭權於《2006至2007年施政報告》中承諾將在東涌興建圖書館、體育館、游泳池和其他休憩設施，並且加強社區支援設施的規劃與協調工作。相關設施已於2009年至2011年期間陸續落成。唯大多社區設施集中在以私人住宅為主的東涌市中心及東涌北，對位處東涌西部的逸東邨居民仍然不便。
北大嶼山醫院雖已於2009年獲批准籌建並於2013年9月起投入使用，但啟用至今仍有不少設施尚未投入服務，不僅造成資源浪費，部份居民也需繼續長途跋涉到瑪嘉烈醫院求醫，直到2018年第四季北大嶼山醫院才新增兒科及泌尿科專科服務。。
東涌並無規劃任何公營街市，只有在公共屋邨附設街市，在缺乏競爭加上在領展的管理下，東涌的物價往往是全港最高之一。於2016年5月，由領展外判予建華集團管理的逸東街市進行裝修工程，不少居民難忍多年壟斷，及擔心物價將進一步推高，在2016年居民不惜與朱凱迪自發籌辦墟市，期間更一度與領展保安及外判商發生衝突。時任行政長官梁振英於2017年的施政報告表示，將研究在東涌拓展區撥地興建公眾街市，但關注團體認為街市需待10年以上才能落成，難解居民當下的燃眉之急。
根據2011年之人口普查，東涌當時人口達到115000人，惟能夠在大嶼山地區工作的居民只得6000人。東涌的周邊地區，如機場和迪士尼，雖有不少就業機會提供，但偏低的原區就業率，主因乃工作種類和性質跟居民需要不符。部份團體雖提倡東涌可發展「橋頭經濟」，以及利用港珠澳大橋之經濟機遇。但橋頭經濟所能夠創造的就業機會，仍只以零售、飲食、旅遊款待業為主，對改善東涌之原區就業情況作用有限。
由於東涌地形獨特，處於被多座南面高山包圍的河口地帶，加上鄰近珠江口，從不同源頭產生的廢氣將很容易在東涌積聚。東涌的空氣質素多年來為人詬病，2010年至今東涌污染問題愈趨嚴重。單在2017年首五個月，東涌的空氣質素健康指數已有26小時錄得10或10+的甚高或嚴重健康風險級別；而2016年東涌亦有42日錄得健康風險達高水平，屬全港三甲之列。隨著港珠澳大橋於2018年下半年通車及第三條跑道的興建，以及東涌區內急速的城市化，不少人士預料東涌的空氣質素將更見惡化。
港珠澳大橋在2018年10月開通後，每逢周日大批旅客到東涌購物，區內居民抱怨旅客過多，聲浪過大，影響生活，要求將巴士站遠離民居。而商場人頭湧湧，茶餐廳及快餐店座無虛席，洗手間衞生情況亦變得惡劣。居民指部分貨品都被旅客搶購一空，影響民生，認為東涌已淪陷。在11月11日，有人遂發動「光復東涌」行動，要求減低旅客過量對民生的影響。

## 未來發展

### 大嶼山發展概念計劃
2004年1月，時任行政長官董建華在發表《2004年施政報告》時宣布成立由時任財政司司長唐英年領導的大嶼山發展專責小組，就大嶼山的經濟和基礎建設發展作出長遠的規劃，制定大嶼山發展概念計劃。該小組於同年2月成立，於2004年11月發表概念規劃，公眾諮詢於2005年完成。
關於北大嶼山新市鎮的日後發展，該計劃建議：
1. 在小蠔灣港鐵車廠西部，闢設一個包括公共交通交匯處、「泊車轉乘」設施和港鐵車站的跨境交通樞紐；
2. 在小蠔灣港鐵車廠沿岸，填海造地興建物流園；
3. 在東涌東部的填海區長遠發展為主題公園或作大規模的康樂用途；
4. 東涌將發展為一個可容納22萬人口的新市鎮，並且建設可以提供整個大嶼山使用的區域設施，如分區醫院。新市鎮的擴展則會集中在東涌西部和東部；
5. 在東涌北岸擬建的市鎮公園內設立大嶼山博物館，並且於東涌炮台遺址闢設生態旅遊中心。

隨著多項更新的北大嶼山規劃方案出台，以及政府對大嶼山發展策略的轉變，上述的發展建議已被擱置。

### 旅客消費區域
2012年4月20日，候任行政長官梁振英的競爭選舉辦事處前副主任何永謙表示，梁振英計劃於上任後改造東涌及天水圍，屆時將會規劃於東涌興建酒店和商場等消費場所，主要為了吸引訪問香港旅客。由於東涌人口只有10萬，仍然有大量的發展空間，而且接近香港國際機場及亞洲博覽館等，有大量的旅客途經。
於東涌新市鎮擴展的規劃方案中，鄰近擬建的東涌東鐵路站，將成為區域性的商業中心。配合港珠澳大橋口岸上蓋的商業發展和機場北商業區(即11 SKIES，為全港最大面積商場，目前已分階段建成及陸續啟用)，將可吸引更多旅客來港，同時釋放北大嶼山巨大的經濟潛力。

### 東涌新市鎮擴展計劃
2012年6月11日，政府展開東涌新市鎮擴展研究，為求進一步增加住屋土地供應，應付長遠房屋需求及滿足東涌居民的需要；與此同時，研究填海的可能性，擴展280公頃土地以發展新市鎮和康樂設施；研究範圍包括有休耕地、前濱及海牀等。其中一個擬建潛在市鎮擴展區鄰近東涌舊區，佔地170公頃，涉及於東涌灣填海和開發休耕地；另一個建議項目為於東涌映灣園以東填海120公頃，發展市鎮或作康樂用途。
現時東涌人口有105,000人，規劃署和土木工程拓展署推出的研究指出東涌可以發展成為一個容納22萬人口的新市鎮，研究會探討東涌發展潛力和機遇，確定東涌新市鎮的擴展規模和完善社區及區域設施。
由規劃署和土木工程拓展署展開的公眾參與活動分為三個階段，首階段至同年8月12日完結，收集的意見會用作制定初步大綱發展圖。
2017年2月17日，行政長官會同行政會議批准東涌東與東涌西的分區計劃大綱草圖。
2018年2月5日，東涌新市鎮擴展計劃啟動，當中會填海130公頃，預計2020年完成第一階段填海工程。完成後，可以容納14萬新增人口。這是繼2003年將軍澳南填海和同年東涌完成最後一期填海後，首個由填海造地的新市鎮擴展項目。而在2020年填海工程首階段完成後，位於新填海土地上的東涌99及100區公屋地基工程亦隨即動工。

### 小蠔灣填海及小濠灣車廠上蓋綜合發展
時任行政長官梁振英於2016年施政報告表示將研究佔地約30公頃的牛頭灣港鐵小濠灣車廠上蓋作住宅發展。港鐵委託顧問公司進行研究，於2017年7月發佈的初步發展方案中，顯示車廠上蓋可建多達108幢住宅，提供1.4萬伙，以及32萬平方呎的商場。此項發展的環境評估報告已於2017年11月29日獲有條件通過，預料將於2018年第一季開展城市規劃委員會之法定規劃程序。
同時於2013年「優化土地供應」第二階段公眾參與活動期間，小蠔灣被列作五個建議近岸填海選址之一。政府委託的顧問公司於2018年1月初發佈初步的發展方案，建議將填海所得土地塑造成高生活質素及知識地區，發展低密度住宅和教育設施。
到2019年，港鐵物業總監鄧智輝稱，小濠灣車廠上蓋將提供私樓及資助房屋，合共有14000伙。同時提供面積約30萬方呎的商場，學校及幼稚園的社區設施。項目需要搬遷現有車廠和興建一個全新的小蠔灣站，認為發展難度相當大，需要再與政府商討細節，預計整個項目發展需時10年。

### 東涌公營街市
東涌居民多年來爭取公營街市，現今人口已達14萬左右，卻要到了2023年3月24日才有首個公營街市（即東日街市）。區內共有5個街市，包括最新啟用的非外判街市東日街市，另外有富東、逸東、滿東3個均由領展外判管理，餘下1個則由房屋署外判管理。區內不少市民曾經長時間為求省錢會跨區買餸，但一些年老或不良於行的街坊便只可「捱貴餸」，苦不堪言。可是該區可以發展的公營街市土地有限，更多公營街市選址方面見困難。

## 公共屋邨

### 東涌北、東涌東
- 2009年2月，東涌北56區土地已由政府用作興建3580個單位的公共屋邨迎東邨，共有4座X和Y字型的樓宇，總樓層為41層，設有地舖購物商場、房屋署外判街市、安老院、殘疾院舍、幼稚園、社區中心，並設有專線小巴901線的總站，因工程曾在2016年受到連場暴雨和工程承辦商新昌拖欠薪金影響而被迫暫停，但後來已加快追回工程進度。因此房屋署預計確實入伙日期將押後至2018年初，最終迎東邨在2018年3月14日正式入伙。
- 2019年，東涌北99及100區土地撥作公屋用途，並命名為翔東邨及雋東邨。兩邨各有5座樓宇，提供約10000個單位，除翔東邨其中一座外，所有樓宇均設41層。地基工程已於2020年動工，預計2025年落成。

### 東涌南、東涌西
- 2013年5月21日，房屋署建議在東涌西部的39區及108區，一幅已經平整的政府土地用作興建一條共有4座樓宇的公共屋邨，該土地位於東涌逸東邨的西南面，佔地約3.15公頃，興建3,500個單位，可以提供予10,500人居住，樓宇高度限制為主水平基準以上約90至110米，零售設施佔地約有4,000平方米，當中包括一個約有40個攤檔的出租街市和一個購物中心（滿樂坊），而原先建議的精神健康綜合社區中心則會取消。其他設施包括幼稚園、特殊幼兒中心、兒童遊樂場及長者活動區等社區設施。工程於2014年3月啟動，最後建成滿東邨，並於2018年11月12日入伙。[35]
- 滿東邨入伙後，東涌西繼續有公營房屋項目發展，已於2022年中旬起分批於原屬東涌近郊鄉村的石榴埔村一帶動工，預計可容納數萬人口。

## 外部連結
- 土木工程拓展署：東涌新市鎮 （页面存档备份，存于）
- 規劃署：新界規劃小冊子－離島（页面存档备份，存于）
- 大嶼山發展專責小組（页面存档备份，存于）
- 東涌新市鎮擴展（页面存档备份，存于）